# Никола Халачев
Никола Халачев е бивш български футболист, нападател.
Играл е за Тича от 1933 до 1944 г. Има 163 мача и 61 гола в градското и областно първенство на Варна и в републиканското първенство на България. Шампион на страната през 1938, вицешампион през 1935, 1936 и 1939 г. Има 1 мач за „А“ националния отбор.